# Taraje Williams-Murray
Taraje Williams-Murray (ur. 9 listopada 1984) – amerykański judoka. Dwukrotny olimpijczyk. Odpadł w eliminacjach w Atenach 2004 i siedemnasty w Pekinie 2008. Walczył w wadze ekstralekkiej.
Uczestnik mistrzostw świata w 2005 i 2007. Startował w Pucharze Świata w 2004 i 2008. Siódmy na igrzyskach panamerykańskich w 2007. Brązowy medalista mistrzostw panamerykańskich w 2008 roku.

## Letnie Igrzyska Olimpijskie 2004
| Konkurencja | Rundy eliminacyjne   | Rundy eliminacyjne                 | Repasaże           | Klas. końcowa |
| Konkurencja | 1/32                 | 1/16                               | Przeciwnik I       | Miejsce       |
| ----------- | -------------------- | ---------------------------------- | ------------------ | ------------- |
| 60 kg       | Gal Yekutiel (ISR) Z | Chaszbaataryn Cagaanbaatar (MGL) P | Akram Shah (IND) P | III runda     |

## Letnie Igrzyska Olimpijskie 2008
| Konkurencja | Rundy eliminacyjne      | Rundy eliminacyjne    | Klas. końcowa |
| Konkurencja | 1/32                    | 1/16                  | Miejsce       |
| ----------- | ----------------------- | --------------------- | ------------- |
| 60 kg       | Hiroaki Hiraoka (JPN) Z | Javier Guédez (VEN) P | 17.           |